# Reinhard Giebel
Reinhard Giebel (* 29. September 1939 in Göttingen; † 8. März 2020 in Wuppertal) war ein deutscher Jazzmusiker (Piano) und Schriftsteller.

## Leben und Wirken
Giebel stammte aus einer musikalischen Familie. Sein Vater sorgte dafür, dass er als Kind klassischen Klavierunterricht erhielt. Sein Vater spielte Geige und war Manager eines Tanzorchesters, in dem er Klarinette, Saxophon und Akkordeon spielte, auch Klavier, und erste Auftritte hatte. Im Jazz zunächst von George Shearing beeinflusst, war er 1957 Mitbegründer des Gunter-Hampel-Quintetts, dem er bis 1962 angehörte; dort spielte er europaweit mit Musikern wie Olaf Kübler, Werner Lüdi, Herbert Joos und Buschi Niebergall, aber auch mit Long John Baldry und Hajo Lange. Nach seinem Sprachstudium in Saarbrücken (1963–68) wirkte er in Wuppertal als Dolmetscher und Lehrer.
Giebel tourte in den 1970er und 1980er Jahren bundesweit im Duo Giebel-Nett, das er mit dem Saxophonisten Dieter Nett bildete. Mit ihm nahm er vier Alben auf. Daneben war er für die Westdeutsche Zeitung als Jazzkritiker tätig. Später trat er gelegentlich solo als Pianist auf und schuf Hörspiele sowie Theatermusiken. Seit 2011 veröffentlichte er belletristische Bücher im NordparkVerlag.

## Schriften
- Schifffahrt im Schritttempo. Allerlei Kurzweil. 2018
- Rein akustisch. Kurzgeschichten. Unverhoffte Brüche und absurde Katastrophen, 2017
- Nicht vergessen! Komik und Jazz, Filmkunst und Klamauk – Essays zu nicht zu vergessenden Künstlern und deren Wirken, 2015
- Zwölf Ausflüge, 2013
- Aufregung in Kassel, 2011